# آراف‌ای بکس (۱۹۱۵)

{{Infobox ship characteristics
آراف‌ای بکس (۱۹۱۵) (به انگلیسی: RFA Bacchus (1915)) یک کشتی بود که طول آن ۲۹۵ فوت ۱ اینچ (۸۹٫۹۴ متر) length between perpendiculars بود. این کشتی در سال ۱۹۱۵ (میلادی)|۱۹۱۵]] ساخته شد.